# Sarcophinanthus sertus
Sarcophinanthus sertus Lesson, 1830 è un esacorallo dell'ordine Actiniaria. È l'unica specie del genere Sarcophinanthus e della famiglia Sarcophinanthidae.